# Ши Цзінтан
Ши Цзінтан (кит.: 石敬瑭; піньїнь: Shí Jìngtáng; 30 березня 892 — 28 липня 942) — засновник і перший імператор Пізньої Цзінь періоду п'яти династій і десяти держав.

## Життєпис
Ши Цзінтан був впливовим генералом на службі Пізньої Тан до повстання, що спалахнуло 936 року. Одружився з донькою імператора Лі Сиюаня, який призначив Ши Цзінтана керувати землями на схід від Хуанхе і командувати як цзедуші військовими округами Датун, Чжанго, Чженьу і Вейсай.
936 року відмовився від запропонованого імператором Лі Цунке переведення на посаду цзедуші Тяньпіна, піднявши заколот, плануючи помсту за страту своїх 4 синів. Задля повалення династії Ши Цзінтан заручився підтримкою киданьської династії Ляо. Для цього йому довелось не лише назватись сином імператора Єлюй Яогу, але й поступитись надалі Лулуном та Шістнадцятьма округами протяжністю близько 100—150 км у західному напрямку від сучасного Пекіна, що мали стратегічне значення для того періоду в історії Китаю. Спільно з киданями завдав пізньотанському війську поразки у битві при Цзіньяні (сучасне місто Тайюань у провінції Шаньсі). Надалі Ши Цзінтан отримав від Єлюя грамоту на титул імператора держави Да Цзінь (Велика Цзінь), яка втім в історії стала відома як Пізня Цзінь.
За свого правління Ши Цзінтан зміцнив центральну владу, для чого довелось показово покарати деяких місцевих губернаторів, які мали власні плани на трон. Окрім того, на початку свого правління імператор був змушений придушувати повстання, що спалахували в державі проти нової династії. Завдяки його зовнішнім зв'язкам, Пізня Цзінь змогла вберегтись від завоювань з боку киданів.
941 року кілька прикордонних племен запропонували Ши Цзіньтану виставити 100 тисяч воїнів для нападу на киданів, але отримали відмову. Це деморалізувало повстанців, деякі племена розбіглися, а ті, що залишилися, зазнали поразки в 942 році. Однак хвиля обурення продовжувала зростати. Однак пізніше один з губернаторів самовільно здійснив напад на Ляо. Через це Ши Цзінтан був змушений залишити столицю. Державні справи він доручив своєму племіннику Ши Чунгую. Зрештою, після смерті імператора влітку 942 року останній зайняв престол, але його правління тривало лише близько п'яти років, після чого династія Пізня Цзінь припинила своє існування.

## Девіз правління
- Тяньфу (天福) 936—942